# 山窩
山窩（サンカ）是曾存在日本的流浪民集團，住在本州的山地，对此有诸多定义。

## 生活形態
無固定住所，在山中或河原野營，以狩獵採集營生。主要製作畚箕、竹藝品等，和村人交易。

## 稱呼
「サンカ」的漢字表記有「山窩」、「山家」、「三家」、「散家」、「傘下」、「燦下」等。
進入明治時代，多數以警察為中心的行政文書，以「山窩」記述，幾乎作為山賊的同義語使用。民俗學者柳田國男受警察委託，進行「山窩」的現地調查也是在此時代。

## 起源
古代難民說
山窩（山人）是原日本人（或繩文人），是被大和王權驅趕至山區的異民族之說。此說源自柳田國男的山人論，但是，柳田的記述將山窩和山人做出區別。
中世難民說
源自長期動亂的室町時代（南北朝、戰國時代）的遊藝民、職能集團之說。以喜田貞吉的研究為代表。
近世難民說
主要是江戶時代末期的飢饉至明治維新的混亂之間，到山區避難的人。沖浦和光主張之說。
虛構說
作為流浪民的山窩是源自三角寛的小說，並不存在之說。山窩的名詞雖存在官方文書、古文書之中，但是，「山窩」意指乞丐或全體被差別民之說。

## 關連作品
- 天保異聞 妖奇士
- 蟲師
- 地獄樂

## 脚注
1. ↑  沖浦和光『幻の漂泊民・サンカ』、文藝春秋、2001年11月。

## 關連項目
- 部落問題
- 家船
- 山男